# Оттонський привілей

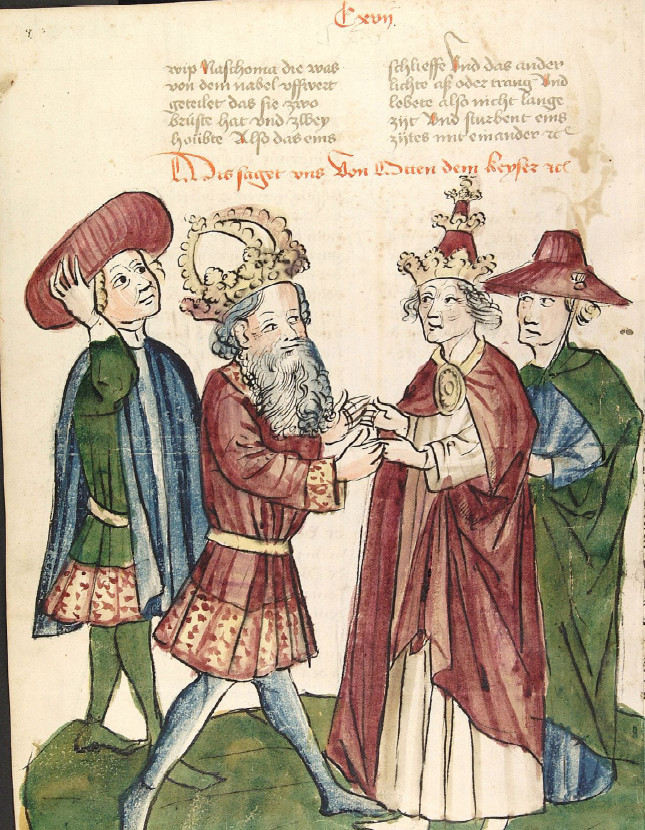
Оттон І зустрічає папу Івана XII (малюнок 1450 року).

Отто́нський привіле́й (лат. Privilegium Ottonianum) — угода 13 лютого 962 року між римським папою Іваном XII і Оттоном I, імператором Священної Римської імперії, королем Східної Франкії (Німеччини) та Італії. Підтвердив попередній дар Піпіна, надавши папам контроль над Папською державою, упорядкувавши папські вибори та прояснивши стосунки між папами та імператорами. Підтверджений Генріховим привілеєм 1020 року між папою Бенедиктом VIII та імператором Генріхом II.

## Назва
- Оттонський привілей (лат. Privilegium Ottonianum)
- Оттонський договір (лат. Pactum Ottonianum)
- Оттонський диплом (лат. Diploma Ottonianum)

## Історія
Наприкінці 961 року війська 25-річного папи Івана XII зазнали поразки у війні проти капуанського герцога Пандульфа I. Багато опорних пунктів у Папській державі були захоплені італійським королем Беренгаром II. Через це папа звернувся по допомогу до східнофранкського (німецького) короля Оттона І. Той рущив в Італію на чолі потужної армії як папський захисник. Беренгар II не ризикнув воювати у полі, а відступив у свої укріплені замки.
31 січня 962 року Оттон І досяг Риму без боїв. Він присягнув визнати Іванна XII папою і правителем Риму; не видавати жодних декретів без згоди папи; і, якщо він передасть наказ в Італії комусь іншому, вимагати від такої особи присяги захищати, наскільки це можливо, папу та спадщину Петра. Іванн XII, зі свого боку, присягнувся вірити Оттону І та не укладати союзу з Беренгаром і Адальбертом.
Згодом, 2 лютого, Оттон був урочисто коронований Папою як імператор Священної Римської імперії. Через десять днів на римському синоді Іванн, за бажанням Оттона, заснував архієпископство Магдебурга та єпископство Мерзебурга, нагородив палієм архієпископа Зальцбурга та архієпископа Тріра та підтвердив призначення Ратера єпископом Верони. Наступного дня імператор видав указ, знаменитий Оттонській привілей, в якому він підтверджував Римській Церкві її володіння, зокрема ті, що були даровані Піпіном і Карлом Великим, і водночас передбачав, що в майбутньому Папи повинні бути обраними в канонічній формі, хоча їх освячення мало відбутися лише після того, як необхідні обіцянки були дані імператору або його послам. По суті, імператор мав бути гарантом папської незалежності, але залишав за собою право затверджувати папські вибори. Історики сперечаються щодо влади та престижу, чи був Оттоніанський диплом престижною перевагою для папства чи політичним тріумфом для імператора.
14 лютого імператор рушив із Риму зі своєю армією, щоб відновити війну проти Беренгара та Адальберта. Папа швидко змінив свою думку, а Оттон, зі свого боку, натиснув на свою імперську владу до надмірних меж, і короткий союз розпався в суперечках. Іван надіслав посланців до мадярів і Візантійської імперії, щоб сформувати союз проти Оттона, який повернувся до Риму в листопаді 963 року, і скликав синод єпископів, який скинув Івана і коронував папу Лева VIII, мирянина, як папу.
Автентичність змісту цього багато обговорюваного документа здається певною, хоча, як і інші документи Х століття, збережений документ є лише дублікатом оригіналу.
Привілей був повторно підтверджений у Генріховому дипломі, підписаному на Великдень 1020 року Папою Бенедиктом VIII (1012–1024) та імператором Генріхом II (1002–1024), які зустрілися в Бамберзі з нагоди папської подорожі.
Ганнс Лео Міколецький називає його «документом, який часто переоцінюють», і каже, що Генріх не був би надто стурбований проблемою багатьох обов’язкових положень. «Оскільки зміст цих привілеїв набув жорсткої форми, підтвердження яких було, можливо, питанням престижу для папства, але більше не було високим обов’язком для німецького короля. Визнання власності та прав Церкви, яке знайшло там своє вираження, безсумнівно, були висунуті Курією в разі надзвичайної ситуації на підставі попередніх підтверджень без цього жесту Генріха...».
Стратегії папства, спрямовані на звільнення від обмежень Оттонського привілею наприкінці XI сторіччя, сформували основу григоріанської реформи та суперечки про інвеституру.

### Монографії
- Duchesne, Louis. Les Premiers temps de l'État pontifical. 1898.